# بحث لنكولن عن الكويكبات القريبة من الأرض

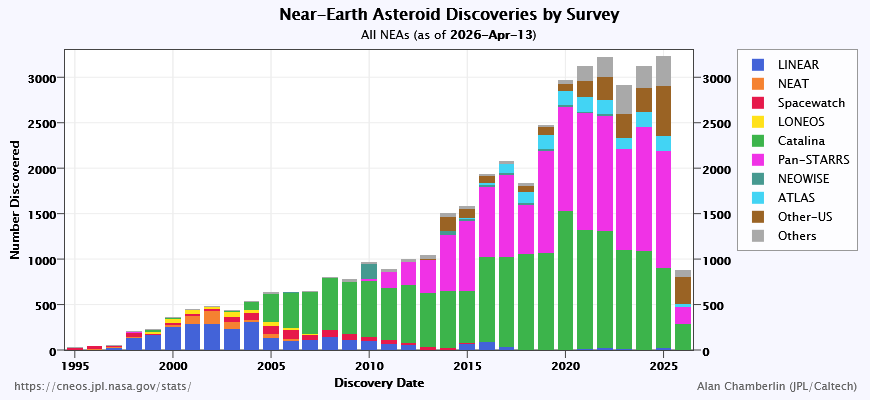
يظهر هذا الرسم البياني أعداد الأجرام القريبة من الأرض التي اكتشفها كل من مشاريع البحث الكبرى عنها بين عامي 1995 و2014، اكتشافات مشروع بحث لنكولن موضَّحة باللون الأزرق.

بحث لنكولن عن الكويكبات القريبة من الأرض (بالإنكليزية: Lincoln Near-Earth Asteroid Research، أو اختصاراً: LINEAR) هو مشروع تعاوني بين وكالة ناسا والقوات الجوية الأمريكية ومختبر لنكولن (التابع لمعهد ماساتشوستس للتقنية)، هدفه مسح السَّماء بأسلوب منهجي لاكتشاف وتتبُّع أكبر عددٍ ممكن من الكويكبات القريبة من الأرض (NEAs). كانت مهمة بحث لنكولن أو «لاينير» مسؤولةً عن الغالبية العُظمَى من اكتشافات كويكبات النظام الشمسي منذ سنة 1998، ثم عكف على إكمالها مسح كاتلينا السماوي في سنة 2005. حتى 15 سبتمبر سنة 2011، نجح مشروع لاينير باكتشاف 231,082 جرم جديد معظمها من النظام الشمسي، لكن ليس بينها سوى 2,423 كويكباً قريباً من الأرض و279 مذنباً قريباً (رغم أن اكتشاف هذه الأجرام كان يفترض أن يكون الغاية الأساسية للمشروع). تقع معدات مشروع لاينير التي تمَّت بها كل هذه الاكتشافات ضمن حدود مختبر لنكولن، القائم قرب بلدة سوكورو، نيومكسيكو الأمريكية.

## التاريخ
خلال نهاية سبعينيات القرن العشرين، بني النموذج الأصلي لمشروع بحث لنكولن الحالي، تحتَ اسم نظام مختبر لنكولن التجريبي للاختبار (ETS)، واعتمد هذا المشروع الأولي على كمرات فيديو منخفضة الإضاءة لجمع البيانات عن السماء. بعد ذلك بحوالي عقدين - في سنة 1994 - اقترح فلكيون مشروعاً جديداً لاكتشاف الكويكبات آلياً، وذلك اعتماداً على تقنية اكتشاف رقميٍّ أكثر حداثة. بدأ المشروع عمله بتشغيل مركز علمي لاكتشاف الأجرام القريبة من الأرض (NEOs) في سنة 1996، واستعمل هذا المركز تلسكوباً فتحة عدسته بقطر متر واحد كان مُصمَّماً بالأصل لاستعمال هيئة مراقبة الفضاء البعيد الإلكترو-بصريَّة المتمركزة أرضياً (GEODSS)، وهي مؤسسة تابعة لجناح الفضاء في القوات الجوية الأمريكية، وكان قد صُمِّم هذا التلسكوب بالأصل - مثل غيره من تلسكوبات القوات الجويَّة - لمراقبة المركبات الفضائية التي تدور حول الأرض. خلال التجارب الميدانية الأولى، استعمل فلكيُّو بحث لنكولن مستشعرات اقتران شحنة (CCD) من قياس 1024 × 1024 بكسل، ولم تكن هذه المستشعرات تملؤ سوى خُمس مجال رؤية التلسكوب، إلا أنَّها نجحت باكتشاف أربعة أجرام قريبة من الأرض خلال التجارب الأولى فقط. بعد نجاح هذه التجارب، تم تركيب مستشعرات جديدة بقياس 1960 × 2560 بكسل (قادرة على ملء كل مجال الرؤية)، واستمرَّ استعمال كلا المستشعرين هَذين في التجارب اللاحقة.
أصبح أول تلسكوب خاصا لمشروع «بحث لنكولن» جاهزاً للعمل في شهر مارس من عام 1998. وقد انضمَّ إليه تلسكوب ثانٍ بقطر مترٍ واحد (نفس الحجم) في شهر أكتوبر عام 1999. في عام 2002، ألحق بالمشروع تلسكوب ثالث بقطر نصف متر ومزوَّد بمستشعر الـCCD الصَّغير القديم ليساعد الفلكيِّين في تتبُّع الأجرام التي اكتشفها التلسكوبان الآخران وجمع بياناتٍ إضافية عنها، حيث سمحَت إضافة هذا التلسكوب الجديد للفلكيين بإجراء مسوحاتٍ للسَّماء يومياً أكثر بـ20% من السابق. بعد أن تجمع هذه التلسكوبات بيانات عن الكويكبات القريبة من الأرض، يتم إرسال هذه البيانات لمعالجتها إلى مركزٍ تابع لمختبرات لنكولن يقع في مدينة ليكيسنتغون، ماساتشوتس. وعند إثبات اكتشاف جرمٍ جديد، يتم إرسال معطياته إلى مركز الكواكب الصغيرة (MPC) التابع لناسا لتسجيل الاكتشاف رسمياً.

## الاكتشافات
بالإضافة إلى مشروع لاينير قام العلماء بإجراء مشرعات مكملة للمسح السماوي للأجرام الصغيرة والقريبة من الأرض من ضمنها تمبل-سويفت -لاينير/ 11 بي، ولاينير 52 ،
( (LINEAR 52, و118401 LINEAR: الذي صنف ككويكب وكمذنب في نفس الوقت. واكتشافات أخرى مثل
(137108) 1999 AN10 , و(179806) 2002 TD66 , وإف إتش 2004. الرسم البياني أعلاه يبين أعداد الأجرام المكتشفة التي قام بها كل مشروع بين الأعوام 1995 - 2014.

## اقرأ أيضا
- إف إتش 2004
- (363505) 2003 UC20